# Villiers, Indre
Villiers är en kommun i departementet Indre i regionen Centre-Val de Loire i de centrala delarna av Frankrike. Kommunen ligger i kantonen Mézières-en-Brenne som tillhör arrondissementet Le Blanc. År 2022 hade Villiers 174 invånare.

## Befolkningsutveckling
Antalet invånare i kommunen Villiers
Referens:INSEE